# گروه آویوا
گروه آویوا (انگلیسی: Aveva) شرکت فناوری اطلاعات بریتانیایی است، که در سال ۱۹۶۷ تأسیس شد.